# عبدالرحمان جبرتی

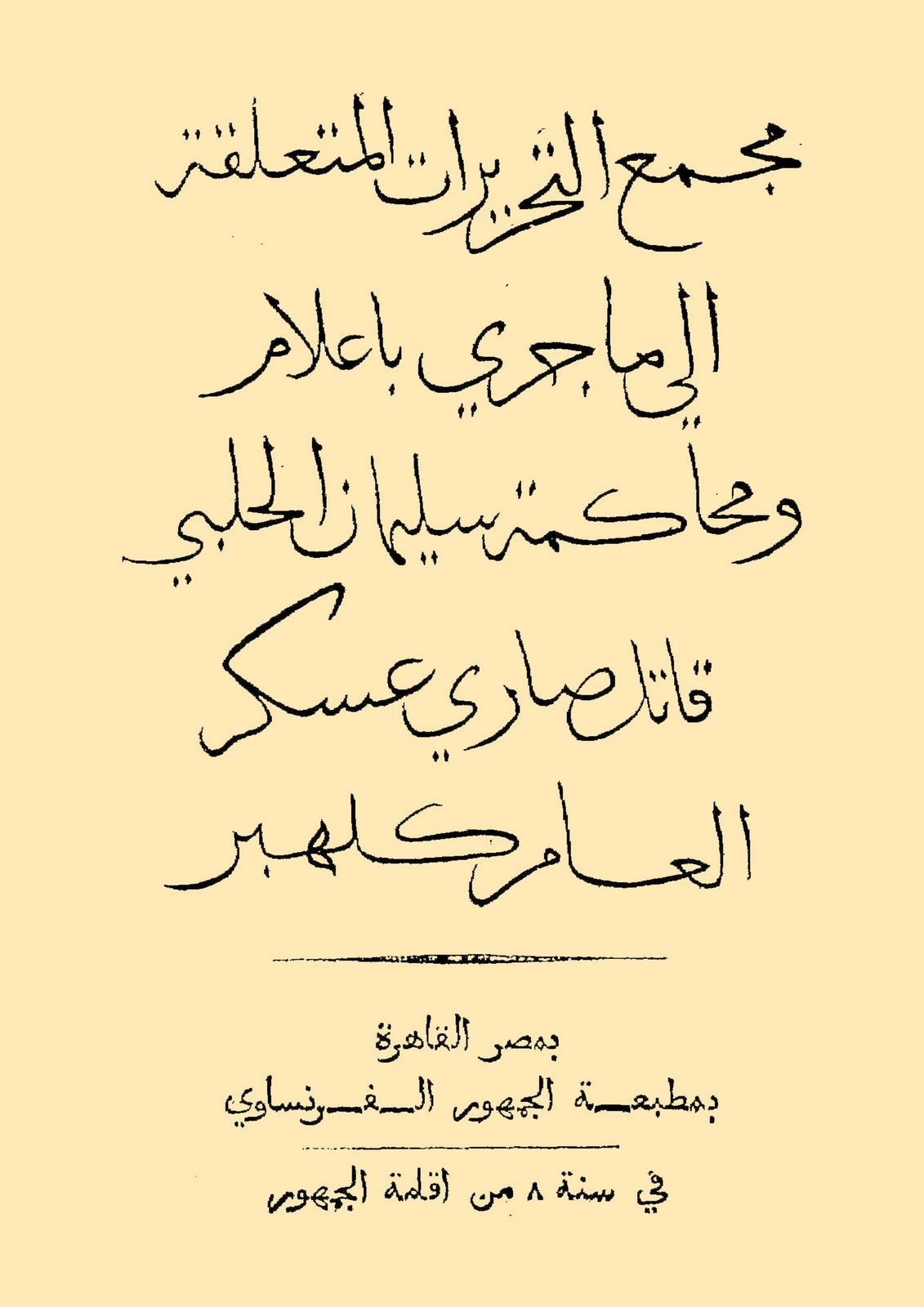

عبدالرحمان جَبَرتی (۱۷۵۴-۱۸۲۵) تاریخ‌نگار و عالم حنفی مذهب دانشگاه الازهر مصر بود.
کتاب تاریخی او عجایب الاثار حاوی اطلاعات دست اول از اشغال مصر توسط ناپلئون است که با عنوان ناپلیون در مصر جداگانه منتشر شده است.
در پی حملهٔ ناپلئون به مصر در ۱۷۹۸، قاهره را ترک کرد و آبیار رفت. پس از بنیان‌گذاری دیوان مصر، ناپلئون او را به عضویت این انجمن که ۹ تن از بزرگان مصر بودند، منصوب کرد؛ اما جبرتی در این مقام به مخالفت با برخی رفتار فرانسویان مانند نوع پوشش زنان فرانسوی، بی‌اعتنایی آنان به مقدسات دینی مسلمانان، اهانت به مسجد جامع الازهر و از همه مهم‌تر منع سفر حج، برخاست و حتی یک بار برخی نظامیان فرانسوی را «کافر» خواند. با این همه، گاه از برخی اقدامات مثبت آنان همچون بنیان‌گذاری کتابخانه‌ها، انجمن‌ها، کارخانه‌ها و نیز جلب دانشمندان و فعالیتهای علمی آنان، نظم بخشیدن به امور اداری و قضایی و قرنطینهٔ مصر در هنگام شیوع طاعون از آنان تمجید می‌کرد.

## آثار

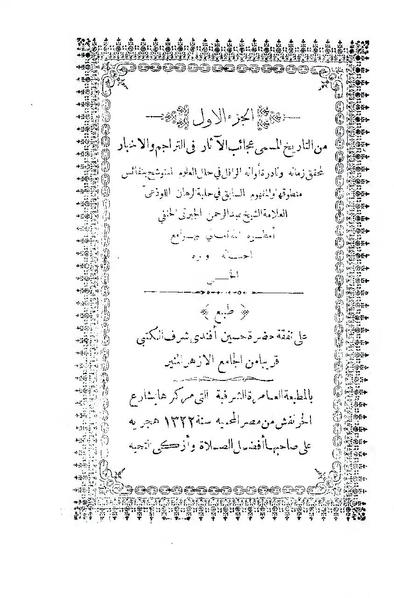
کتاب تاریخ جبرتی

- مظهر التقدیس بزوال دولة الفرنسیس
- کتاب تاریخ جبرتیعجائب الآثار فی التراجم والأخبار